# Masdevallia sceptrum
Masdevallia sceptrum är en orkidéart som beskrevs av Heinrich Gustav Reichenbach. Masdevallia sceptrum ingår i släktet Masdevallia och familjen orkidéer. Inga underarter finns listade i Catalogue of Life.